# Dežerice
Dežerice (maďarsky Dezser) jsou obec na Slovensku, v okrese Bánovce nad Bebravou v Trenčínském kraji. Žije zde přibližně 1 200 obyvatel. V roce 1964 byla k obci Dežerice připojena obec Vlčkovo.

## Historie
První písemná zmínka pochází z roku 1208. Název obce je odvozen od osobního jména Dezider  (latinsky Desiderius). Dežerice byly zemanskou obcí. Do uzavření Trianonské smlouvy byla obec součástí Uherska, poté byla součástí Československa. V obci byla před 2. světovou válkou početná židovská komunita – je zde židovský hřbitov.

## Náboženství
V obci se nachází římskokatolický kostel sv. Martina biskupa z roku 1904 a kaple Sedmibolestné Panny Marie z roku 1944. 